# جوزيف كوشران
جوزيف كوشران (بالإنجليزية: Joseph Cochran)‏ هو مدرس أمريكي، ولد في 14 يناير 1855 في أرومية في إيران، وتوفي بنفس المكان في 18 أغسطس 1905.